# Ett hål om dagen (film)
Ett hål om dagen (originaltitel: Holes) är en film från 2003 i regi av Andrew Davis och skriven av Louis Sachar, baserad på hans roman med samma namn från 1998. I filmen medverkar Sigourney Weaver, Jon Voight, Patricia Arquette, Tim Blake Nelson och Shia LaBeouf i sin första film.

## Handling
Tonårskillen Stanley (Shia LaBeouf) är otursföljd. Ända sedan hans farfars farfar drog en förbannelse över släkten har han befunnit sig på fel ställe vid fel tidpunkt. Så när han anklagas för en stöld av ett par gymnastikskor, ett brott han inte begått, är det precis som vanligt.
Stanley döms till 18 månaders straffarbete i ett ökenläger för ungdomsbrottslingar. Under den glödheta solen tvingas fångarna varje dag gräva ett stort hål. Allt är "i uppfostrande syfte". De övervakas av den stenhårde vakten Mister Sir (Jon Voight) och den fruktade anstaltschefen (Sigourney Weaver). Men snart börjar Stanley och hans medfångar ana att fängelseledningen döljer något. Är det verkligen uppfostran som är anledningen till det meningslösa grävandet? Och vad är den mörka historien bakom fängelset?

## Rollista
- Stanley Yelnats - Shia LaBeouf
- Zero -  Khleo Thomas
- Barfbag - Zane Holtz
- Armpit - Byron Cotton
- Squid - Jake M. Smith
- X-Ray - Brenden Jefferson
- José/Magnet - Miguel Castro
- Zigzag - Max Kasch
- Twitch - Noah Poletiek
- Mister Sir - Jon Voight
- Anstaltschefen - Sigourney Weaver
- Mr. Pendanski - Tim Blake Nelson